# Rosenborg Trondheim (Frauenfußball)
Rosenborg Trondheim Kvinner ist ein norwegischer Fußballverein aus Trondheim. Die Frauenfußball-Abteilung entstand im Februar 2020 durch den Beitritt des Vereins Trondheims-Ørn SK. Die erste Mannschaft spielt in der erstklassigen Toppserien.

## Geschichte
Der Verein Trondheims-Ørn SK wurde am 18. Mai 1917 gegründet. Seit 1972 gibt es eine Frauenfußball-Abteilung. In den achtziger Jahren erreichte man mehrfach das Pokalfinale, unterlag aber jedes Mal. Erst in den neunziger Jahren sollten sich die Erfolge einstellen. 1993 holte man zum ersten Mal den norwegischen Pokal, ein Jahr später holte man den ersten Meistertitel. Zwischen 1994 und 1997 holte man viermal in Folge die Meisterschaft. Eine ähnliche Serie schaffte man zwischen 1996 und 1999 im Pokalwettbewerb.
Insgesamt gewann der Verein sieben Meistertitel und acht Pokalsiege. Neben Kolbotn IL gehört Trondheims-Ørn zu den erfolgreichsten Vereinen in norwegischen Frauenfußball. Am UEFA Women’s Cup nahm der Verein bisher zweimal teil. 2002 scheiterte man im Viertelfinale an HJK Helsinki. Drei Jahre später schied man im Halbfinale gegen den späteren Sieger 1. FFC Turbine Potsdam aus.

## Erfolge
- Norwegischer Meister: 7-mal (1994, 1995, 1996, 1997, 2000, 2001, 2003)
- Norwegischer Pokalsieger: 9-mal (1993, 1994, 1996, 1997, 1998, 1999, 2001, 2002, 2023)
- Halbfinale UEFA Women’s Cup: 2004/05